# Porte-de-Savoie
Porte-de-Savoie is een fusiegemeente (commune nouvelle) in het Franse departement Savoie (regio Auvergne-Rhône-Alpes). De plaats maakt deel uit van het arrondissement Chambéry. Porte-de-Savoie is op 1 januari 2019 ontstaan door de fusie van de gemeenten Francin en Les Marches. De gemeente telde 3.944 inwoners op 1 januari 2022.

## Geografie
De oppervlakte van Gilly-sur-Isère bedroeg op 1 januari 2022 22,28 vierkante kilometer; de bevolkingsdichtheid was toen 177 inwoners per km².

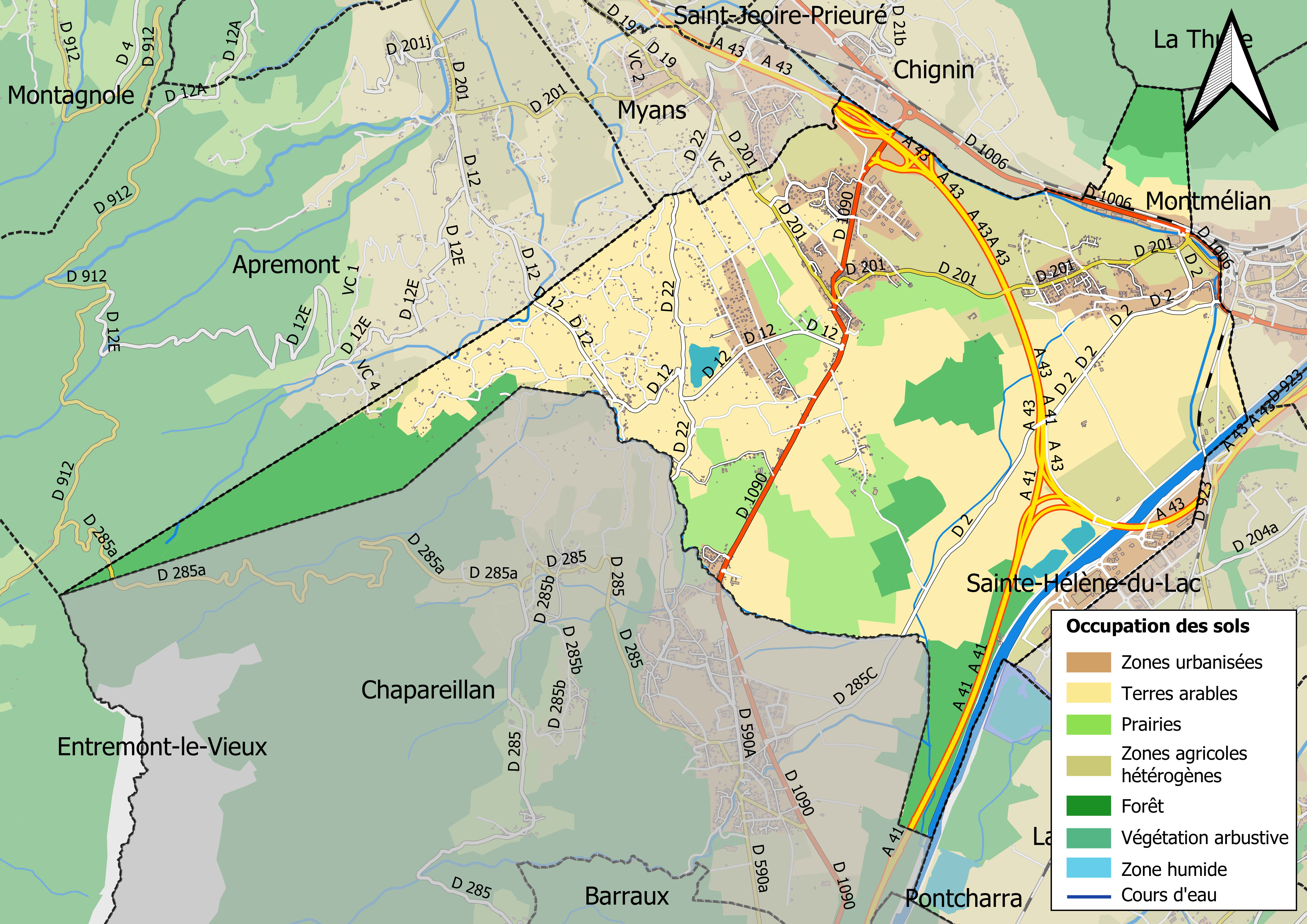
Kaart van de gemeente met de belangrijkste infrastructuur, bodemgebruik en omliggende gemeenten

## Demografie
Onderstaande figuur toont het verloop van het inwonertal (bron: INSEE-tellingen).
Porte-de-Savoie telde in 2017 3680 inwoners.